# Aloys Meister

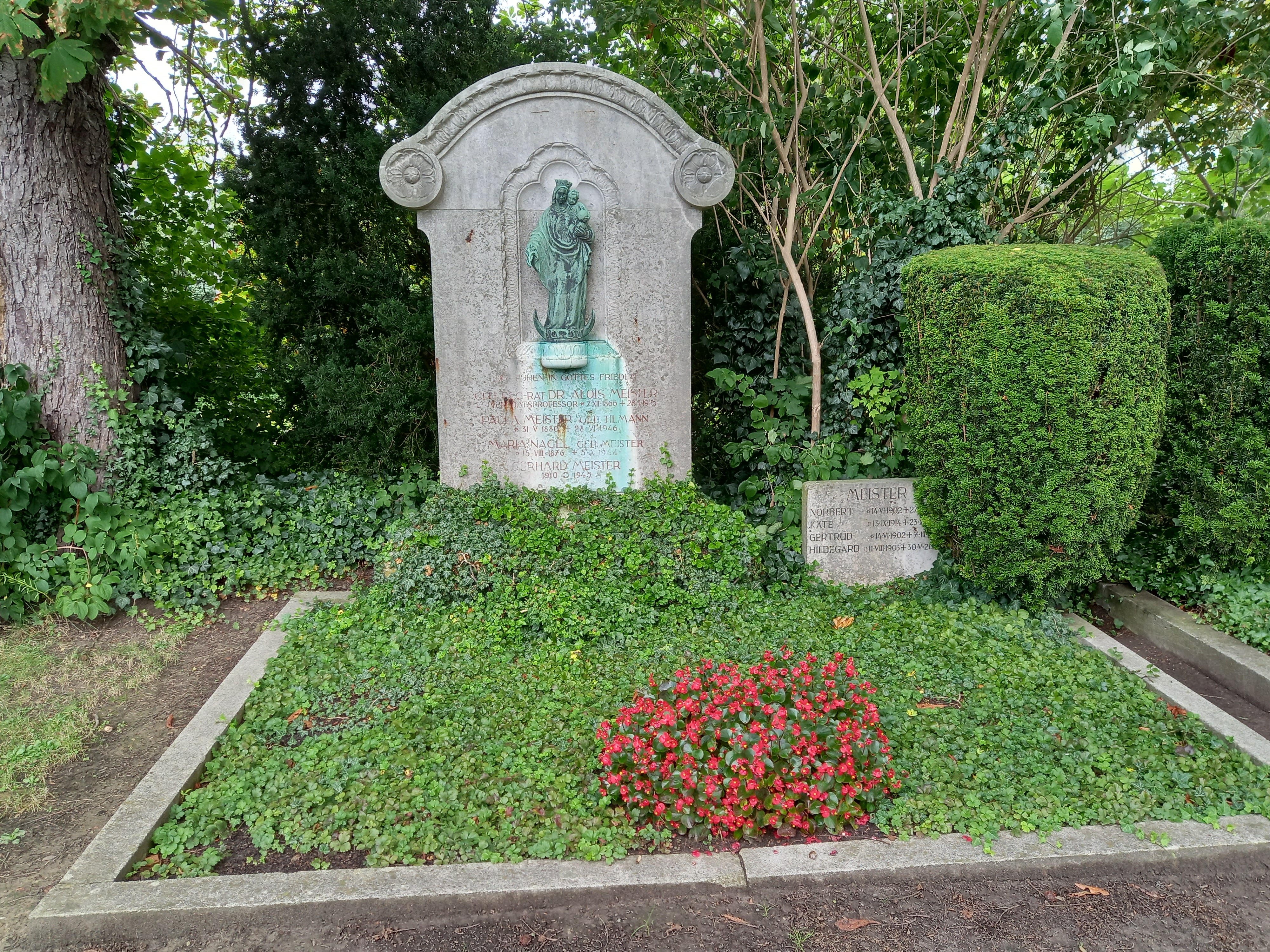
Das Grab von Aloys Meister und seiner Ehefrau Paula, geborene Tilmann, im Familiengrab auf dem neuen Friedhof St. Mauritz in Münster.

Aloys Meister (* 7. Dezember 1866 in Frankfurt am Main; † 27. Januar 1925 in Münster) war ein deutscher Historiker. Verdienste erwarb er sich als Verfasser eines wissenschaftlichen Handbuchs zur Geschichtsforschung (Grundriß der Geschichtswissenschaft, 1906) und als Bearbeiter der sechsten Auflage des Gebhardt Handbuch zur deutschen Geschichte (1922). 

## Leben und Wirken
Aloys Meister war der Sohn eines höheren Postbeamten und entstammte einem streng katholischen Elternhaus. Meister legte 1885 die höhere Reifeprüfung ab und studierte seit 1885 Theologie an der Universität Münster. 1886 ging er nach Straßburg und wandte sich dem Studium der Geschichte zu. Meister wurde besonders durch Paul Scheffer-Boichorst geprägt. 1890 wurde er mit der Arbeit Die Hohenstaufen im Elsaß, 1079–1255 promoviert. 1890 erhielt er eine Assistentenstelle am Historischen Institut der Görres-Gesellschaft in Rom. Seine Forschungsschwerpunkte in Rom waren die Geschichte des Straßburger Kapitelstreites, die Geschichte der päpstlichen Nuntiaturen und die italienische Kryptographie. 1894 erfolgte die Habilitation mit der Arbeit über das Schisma im Straßburger Domkapitel 1583–1592. Im selben Jahr wurde er Privatdozent in Bonn. Während seiner Bonner Zeit beschäftigte er sich schwerpunktmäßig mit rheinischen Themen. 1899 wurde er als Nachfolger von Heinrich Finke außerordentlicher Professor für mittlere und neuere Geschichte in Münster. 1903 wurde er dort persönlicher Ordinarius. 1907 veröffentlichte er eine Darstellung Deutsche Verfassungsgeschichte von den Anfängen bis ins 15. Jahrhundert. 1908 wurde er ordentlicher Professor in Münster. 1910/11 bekleidete er das Amt des Dekans und war 1911/12 Rektor. 1918 wurde er Geheimer Regierungsrat.
Meister wurde als wissenschaftlicher Organisator bedeutend. Den Mangel an wissenschaftlichen Handbüchern versuchte er durch einen Grundriß der Geschichtswissenschaft (1906) zu mindern. Für die Mitarbeit konnte Meister zahlreiche namhafte Wissenschaftler gewinnen. Als Meister 1922 Herausgeber der 6. Auflage des klassischen Lehrbuchs der deutschen Geschichte, des Gebhardt, wurde, nahm er tiefgreifende Änderungen vor. Die Geschichte der deutschen Länder erfuhr ebenso wie neue Fragestellungen zur Sozial- und Parteiengeschichte stärkere Berücksichtigung. Im Interesse des hohen wissenschaftlichen Standards ließ Meister auch mehr Hochschullehrer als bisher für den Gebhardt beschäftigen. Seine Forschungsschwerpunkte waren die Landes-, Territorial- und Heimatgeschichte. Seine Darstellung des Straßburger Kapitelstreites (1899) wurde grundlegend. Er war mit Karl Spannagel Herausgeber der Schriftenreihe Beiträge für die Geschichte Niedersachsens und Westfalens (49 Hefte von 1905 bis 1919). Im Jahr 1900 wurde er zum ordentlichen Mitglied der Historischen Kommission für Westfalen gewählt, von 1914 bis zu seinem Tode war er ihr erster Vorsitzender. Teile seines persönlichen und wissenschaftlichen Nachlasses werden im Universitätsarchiv der Westfälischen Wilhelms-Universität Münster verwahrt, dessen erster Leiter er war.

## Schriften (Auswahl)
- Richtlinien für das Studium der Geschichte des Mittelalters und der Neuzeit. Borgmeyer, Münster 1916.
- Deutsche Verfassungsgeschichte von den Anfängen bis ins 15. Jahrhundert. 3. Auflage. Teubner, Leipzig 1922 (Digitalisat der 2. Auflage von 1913).
- Die Grafschaft Mark. Festschrift zum Gedächtnis der 300-jährigen Vereinigung mit Brandenburg-Preußen. 2 Bände. Ruhfus, Dortmund 1909.
- Die Hohenstaufen im Elsaß. Mit besonderer Berücksichtigung des Reichsbesitzes und des Familiengutes derselben im Elsaß 1079–1255. Trübner Verlag, Straßburg 1890.